# Evgueni Anatolievitch Droujinine
Evgueni Anatolievitch Droujinine (en russe : Евгений Анатольевич Дружинин) né le 29 octobre 1968 à Kizliar, est un entrepreneur russe et personnalité publique. Directeur général de Kizlyar Brandy Fabrique, l'un des plus grands producteurs de brandy de Russie et la deuxième entreprise du Daghestan,. L'usine est sur la liste des organisations stratégiques du Daghestan.

## Biographie
Né le 29 octobre 1968 à la ville de Kizlyar dans daghestanaise une famille de vignerons. Mère - Lioudmila Ivanovna Droujinina (née en 1950) est responsable du département des assemblages de la Kizlyar Brandy Fabrique. Evgueni a grandi à Kizlyar où, en 1986, il a obtenu son diplôme de lycée numéro 7. De 1987 à 1989 il a servi dans les forces de missiles stratégiques du cosmodrome de Baïkonour, dans la ville de Leninsk. En 1992, il est diplômé de la faculté d'économie de Moscou Institut coopératif.
Ensuite, il a été offert le poste de vigneron dans l'une des usines de Derbent, où Droujinine a travaillé pendant trois ans. En 1997, à la suite de la fermeture de l'usine, Droujinine est retourné à Moscou, où il est devenu directeur adjoint de la succursale moscovite de Kizlyar Brandy Fabrique, poste qu'il a occupé jusqu'en 2000. Après la fermeture de la branche, Droujinine est allé à l'entreprise privée, de 2000 à 2006 année en tant que directeur général de « Elida », Domodedovo.
En 2005, il est diplômé de l'Académie de Moscou de l'administration publique et municipale auprès du président de la fédération de Russie. De 2006 à 2008, il est le directeur général adjoint de "Elida", Domodedovo.
En mai 2008, Droujinine est devenu directeur adjoint des affaires commerciales à la Kizlyar Brandy Fabrique. Après que Vladimir Grigoriants a quitté la direction de l'usine, il a été dirigé par Evgueni Droujinine. Au cours de sa gestion, l'entreprise a entrepris de moderniser et d'augmenter les volumes de production, devenant le principal donateur du budget du Daghestan. À l'initiative de Droujinine en juillet 2008, l'usine est de nouveau membre de la Guilde des fournisseurs du Kremlin.
En 2012 Droujinine a été élu député du District municipal de Kizliar VI convocation du parti « Russie unie ». Il fait partie de la Commission de l'industrie, des transports, des communications, du commerce, des services à domicile et de la protection des consommateurs.
Le 29 janvier 2014, Magomed Saadoulaïev, directeur de l'usine de Derbent, a été nommé directeur général de l'usine de vins mousseux. Droujinine est resté en tant que directeur exécutif et directeur de la mise en œuvre. Le 4 février 2014, le chef de la République du Daghestan Ramazan Abdoulatipov a annoncé la privatisation imminente de l'entreprise d'une valeur de 4 milliards de roubles en septembre 2014. Le 11 février, le bureau du procureur de la république a fait appel de la résolution du parlement du Daghestan sur la privatisation de Kizlyar Brandy Fabrique et le changement de direction de l'usine. Le 22 avril, le directeur de l'usine, Evgueni Droujinine, a été licencié par ordre du ministre de l'agriculture, Battal battalov, et le lendemain, Oleg Artioukhov a été nommé à sa place,. En juin 2014, le tribunal soviétique Makhatchkala a reconnu le changement de direction illégale et est revenu à la gestion de l'entreprise Droujinine,.

## Famille et vie privée
Marié. Il élève une fille et deux fils. Droujinine participe activement à la vie du diocèse de Makhatchkala,,.

## Prix
- Ordre du Grand-Duc Vladimir (10/01/2016)[19]
- Insigne "pour le développement du partenariat social" Syndicat des travailleurs de l'APC de la fédération de Russie (29/10/2010)
- Médaille et diplôme "de haute qualité" du ministère de l'agriculture de la fédération de Russie (17/02/2002)
- Certificat de mérite de la République du Daghestan pour le travail dur (2010)
- Certificat de mérite de la ville de Kizlyar (2013)
- Certificat d'honneur du gouvernement de la République du Daguestan (01/09/2014)
- Diplôme de l'Agence fédérale de gestion des biens de l'État du 23 octobre 2015
- Diplôme du Service fédéral de régulation du marché de l'alcool (05/03/2017)